# راه شیری (فیلم ۱۹۳۶)
راه شیری (انگلیسی: The Milky Way) فیلمی به کارگردانی لئو مک‌کری با نقش‌آفرینی هارولد لوید است که در سال ۱۹۳۶ منتشر شد.

## بازیگران
- هارولد لوید
- آدولف منژو
- چارلز لین
- آنتونی کوئین
- جرج باربیر
- هلن مک
- ویلیام گارگان
- لایونل استندر
- مارجری گیتسون
- توماس ای. کارن
- هری برنارد
- اِدی دان
- والاس هاو
- اسکار اسمیت